# Dan jedinstva (Jemen)
Dan jedinstva Jemena (zvan i Dan nacionalnog jedinstva ili Dan republike) nacionalni je praznik u Jemenu koji se održava 22. svibnja svake godine. Na taj dan se obilježava ujedinjenje Sjevernog i Južnog Jemena, koje se dogodilo 22. svibnja 1990. Povodom ovog praznika, predsjednik održava govor koji se prenosi na nacionalnoj televiziji i radiju, nakon čega dijeli nacionalna obilježja i nagrade istaknutim stanovnicima Jemena.